# World Championship Wrestling
World Championship Wrestling, Inc. (WCW Inc.) byla soukromá americká profesionální wrestlingová organizace v současné době zapadající pod World Wrestling Entertainment (WWE) jako přidělené středisko. Organizace byla založena v Atlantě ve státě Georgie a spojila se s National Wrestling Alliance (NWA) a do listopadu 1988 nosila jméno Jim Crockett Promotions, později totiž organizaci odkoupil Ted Turner se svou společností Turner Broadcasting a přejmenoval ji na "World Championship Wrestling". Turner, a jeho později Time-Warner, vlastnil WCW do roku 2001 dokud nebyla odkoupena primárním konkurentem, World Wrestling Federation, dnes WWE.
Od roku 1995 se začala WCW velmi stabilně rozvíjet především díky podpoře Erica Bischoffa, výkonným producentem, který do společnosti najal Hulka Hogana, zavedl show Nitro, Monday Night Wars, New World Order a další inovativní koncepty. Nicméně její problémy vedly k jejímu ztracení vedení wrestlingového světa.

## Šampionáty
| Šampionát                                      | Poznámky |
| ---------------------------------------------- | --- |
| NWA Světový šampionát v těžké váze             | Světový titul v National Wrestling Alliance. Sloužil od roku 1988 do roku 1993. |
| NWA Světový šampionát mezi týmy                | Světový titul mezi týmy v National Wrestling Alliance. Sloužil do roku 1993. |
| WCW Šampionát v lehké váze                     | Titul byl založen ve WCW v roce 1996 a jeho existence pokračovala i po odkoupení od WWF a byl zrušen v březnu 2008 jako WWE Šampionát v lehké váze.                                                                                             |
| WCW Šampionát mezi týmy v lehké váze           | Titul byl založen ve WCW v březnu 2001 ale když WCW byla odkoupena WWF, byl titul zrušen. |
| WCW Šampionát v lehké těžké váze               | Titul byl založen ve WCW v roce 1991 a byl odebrán v září 1992. |
| WCW Hardcore šampionát                         | Titul byl založen ve WCW v roce 1999 a byl odebrán v lednu 2001 |
| WCW Mezinárodní světový šampionát v těžké váze | Druhý světový titul ve WCW. Byl založen v roce 1993 ve WCW a byl odebrán v roce 1994 a nahrazen WCW Světovým šampionátem v těžké váze. |
| WCW Šampionát Spojených států v těžké váze     | Druhý nejvýše zařazený titul užívaný ve WCW. Byl založen v roce 1975 v NWA Mid-Atlantic Championship Wrestling. Ve World Wrestling Entertainment byl nahrazen v současné době aktivním WWE Šampionátem Spojených států.                         |
| WCW Šampionát Spojených států mezi týmy        | Titul byl založen v roce 1986 v NWA Mid-Atlantic Championship Wrestling a byl odebrán v červenci 1992. |
| WCW Ženský šampionát                           | Titul byl založen ve WCW v roce 1996 a byl odebrán o rok později. |
| WCW Ženský šampionát v lehké váze              | Titul byl založen ve WCW v roce 1997 ale později toho roku byl odebrán. |
| WCW Světový šampionát v těžké váze             | Hlavní světový titul užívaný ve WCW. Byl založen v roce 1991 ve WCW a jeho existence pokračovala až do odkoupení WCW od WWF v prosinci 2001 když byl nahrazen WWF Šampionátem. Titul se vrátil v září 2002 jako Světový šampionát v těžké váze. |
| WCW Světový šampionát mezi týmy šesti mužů     | Tento titul byl náhrada za NWA Světový šampionát mezi týmy šesti mužů z NWA Mid-Atlantic Championship Wrestling a ve WCW sloužil do roku 1991.                                                                                                  |
| WCW Světový šampionát mezi týmy                | Světový týmový titul ve WCW. Byl založen v roce 1975 ve NWA Mid-Atlantic Championship Wrestling a jeho existence pokračovala až do odkoupení WCW od WWF v listopadu 2001.                                                                       |
| WCW Světový televizní šampionát                | Titul byl založen v roce 1974 v NWA Mid-Atlantic Championship Wrestling a jeho existence pokračovala ve WCW do dubna 2000. |

## Pořady
| Pořad                                        | Poznámka |
| -------------------------------------------- | --- |
| WCW Monday Nitro                             | 1995–2001 |
| [WCW Thunder                                 | 1998–2001 |
| WCW Saturday Night                           | 1971–2000, také známo jako WCW Saturday Morning, Georgia Championship Wrestling a World Championship Wrestling. |
| World Championship Wrestling: Sunday Edition | 1973–1987 |
| '[WCW WorldWide                              | 1975–2001, také známo jako World Wide Wrestling.                                                                |
| WCW Pro                                      | 1985–1998, také známo jako NWA Pro Wrestling a Mid-Atlantic Wrestling.                                          |
| WCW Main Event                               | 1989–1998, také známo jako NWA Main Event.                                                                      |
| WCW Power Hour                               | 1989–1994, také známo jako NWA Power Hour.                                                                      |
| WCW Prime                                    | 1995–1997 |
| WCW Clash of the Champions                   | 1988–1997, také známo jako NWA Clash of Champions.                                                              |